# چالش دانشگاه
چالش دانشگاه (به انگلیسی: University Challenge) یک مجموعه تلویزیونی در بریتانیا است که در Granada Studios واقع شده‌است.